# ناو پشتیبانی تور
ناو پشتیبانی تور (به انگلیسی: German auxiliary cruiser Thor) یک کشتی بود که طول آن ۱۲۲ متر (۴۰۰ فوت) بود. این کشتی در سال ۱۹۳۹ ساخته شد.